# Dabbs Greer
Dabbs Greer, właśc. Robert William Greer (ur. 2 kwietnia 1917 w Fairview, zm. 28 kwietnia 2007 w Pasadenie) – amerykański aktor filmowy i telewizyjny.

## Życiorys
Miał na swoim koncie udział w wielu filmach i serialach. Znany był m.in. z roli starego Paula Edgecomba w filmie Franka Darabonta Zielona mila. Rola ta była jego ostatnim występem filmowym. Ostatni występ aktorski zaliczył, pojawiając się gościnnie w serialu Lizzie McGuire. W 2003 roku zakończył karierę aktorską z powodu problemów zdrowotnych.
Jego pseudonim, Dabbs, pochodził od nazwiska panieńskiego jego matki.
Zmarł w 2007 roku w wieku 90 lat z powodu niewydolności nerek i choroby serca.
Greer nigdy nie był żonaty i nie miał dzieci.

## Wybrana filmografia
- 1961–1971: Bonanza jako prokurator/dr Dunkatt (8 odcinków)
- 1972: Śmiercionośny ładunek jako dr Thompson
- 1974–1984: Domek na prerii jako Pastor Alden
- 1992–1996: Gdzie diabeł mówi dobranoc jako Pastor Novotny
- 1997: Con Air – lot skazańców jako starzec pod ciężarówką
- 1999: Zielona mila jako stary Paul Edgecomb
- 2003: Lizzie McGuire jako Moe